# Þingvallavatn
Thingvallavatn er den største naturlige sø i Island med et areal på 83,7 km2. På det dybeste er Thingvallavatn 114 meter. På den nordlige side af søen blev Altinget dannet i 930. Søen er en del af nationalparken Þingvellir.
Det meste af indstrømningen i søen kommer fra af grundfjeldet, samt tilløb fra tre små vandløb, Villingavatnsá, Ölfusvatnsá og Öxará. Fra søen flyder elven Sogið, der løber ud i Ölfusá, der igen udmunder i Atlanterhavet. Der lever tre fiskearter i Thingvallavatn af de fem slags ferskvandsfisk der findes i Island. De tre er rødding, ørred og trepigget hundestejle. I Thingvallavatn er der fire varianter af røddinger, den største variation i verden. Alle disse er kun fundet i denne sø.
64°11′15″N 21°08′06″V / 64.1875°N 21.135°V